# Kościół w Wensickendorfie
Kościół w Wensickendorfie (niem. Dorfkirche Wensickendorf) – protestancki kościół zlokalizowany w Niemczech, w miejscowości Wensickendorf, będącej wschodnią częścią Oranienburga, na terenie Brandenburgii, w powiecie Oberhavel.

## Historia
Pierwsza wzmianka o świątyni pochodzi z 1350. Rzut i konstrukcja wskazują, że jest to budowla z okresu późnego średniowiecza. Potwierdzają to również badania dendrochronologiczne drewna z więźby dachowej kościoła, która została prawdopodobnie ukończona w latach 1438-1439. Na wiatrowskazie na wschodnim krańcu budynku widnieje data 1772. W tym czasie mogło dojść do przebudowy obiektu (stara drewniana wieża spłonęła) i poważnych zmian w zakresie wyglądu otworów okiennych. Murowana przybudówka z dachem namiotowym pochodzi z lat 1908-1909.

## Architektura
Budynek wzniesiony jest z nieregularnej wielkości kamieni polnych, a zwieńczenie wieży wykonano z cegły. Składa się z prostokątnej nawy i przylegającej doń od zachodu wieży tej samej szerokości. Prezbiterium zakończone jest prostą ścianą. Okna w elewacjach bocznych zostały przebudowane. Środkowe okno grupy trójokiennej na elewacji wschodniej, czyli ścianie prezbiterium, prawdopodobnie zachowało się w pierwotnym stanie. Od strony południowej znajdują się dwa ostrołukowe portale. Szczyt powyżej nich zdobi zespół czterech blend ujętych ceglanymi ramami.

## Wyposażenie
Wewnątrz nawy (obecny jej wygląd zaprojektowano w 1861), krytej płaskim stropem, zachowały się dwie średniowieczne figury: św. Anna Samotrzecia z drugiej połowy XV wieku i Maria, być może z grupy ukrzyżowania, która datowana jest na początek XVI wieku. Drewniany ołtarz pochodzi z końca XVII wieku. Pierwotnie wolnostojąca ambona została później połączona z ołtarzem, tworząc jednolity zespół. Jest on bogato zdobiony ornamentem chrząstkowym, kręconymi kolumnami i płaskorzeźbami.
Organy zostały zbudowane przez poczdamskiego organmistrza Carla Ludwiga Gesella w z 1889 lub 1861 (jeden manuał i osiem głosów), a rozbudowane i zmodyfikowane w 1908 (przedsiębiorstwo Gebrüder Dinse). Obecnie jest to instrument dwumanuałowy z dziewięcioma głosami.
W dzwonnicy znajdują się trzy stalowe dzwony z napisami "Fröhlich in Hoffnung", "Geduldig in Trübsal" oraz "Treu im Gebet".

## Galeria

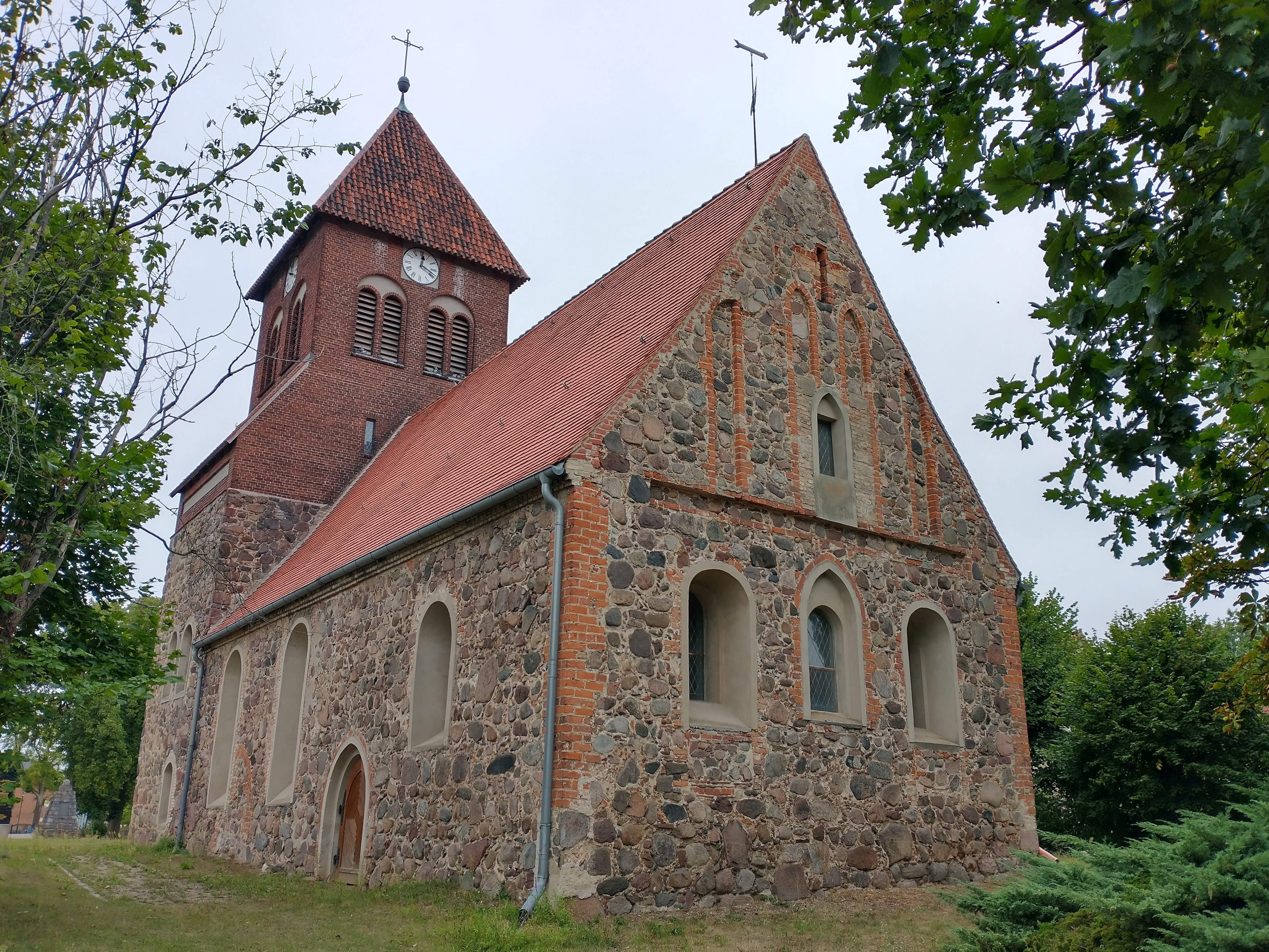
Widok od prezbiterium
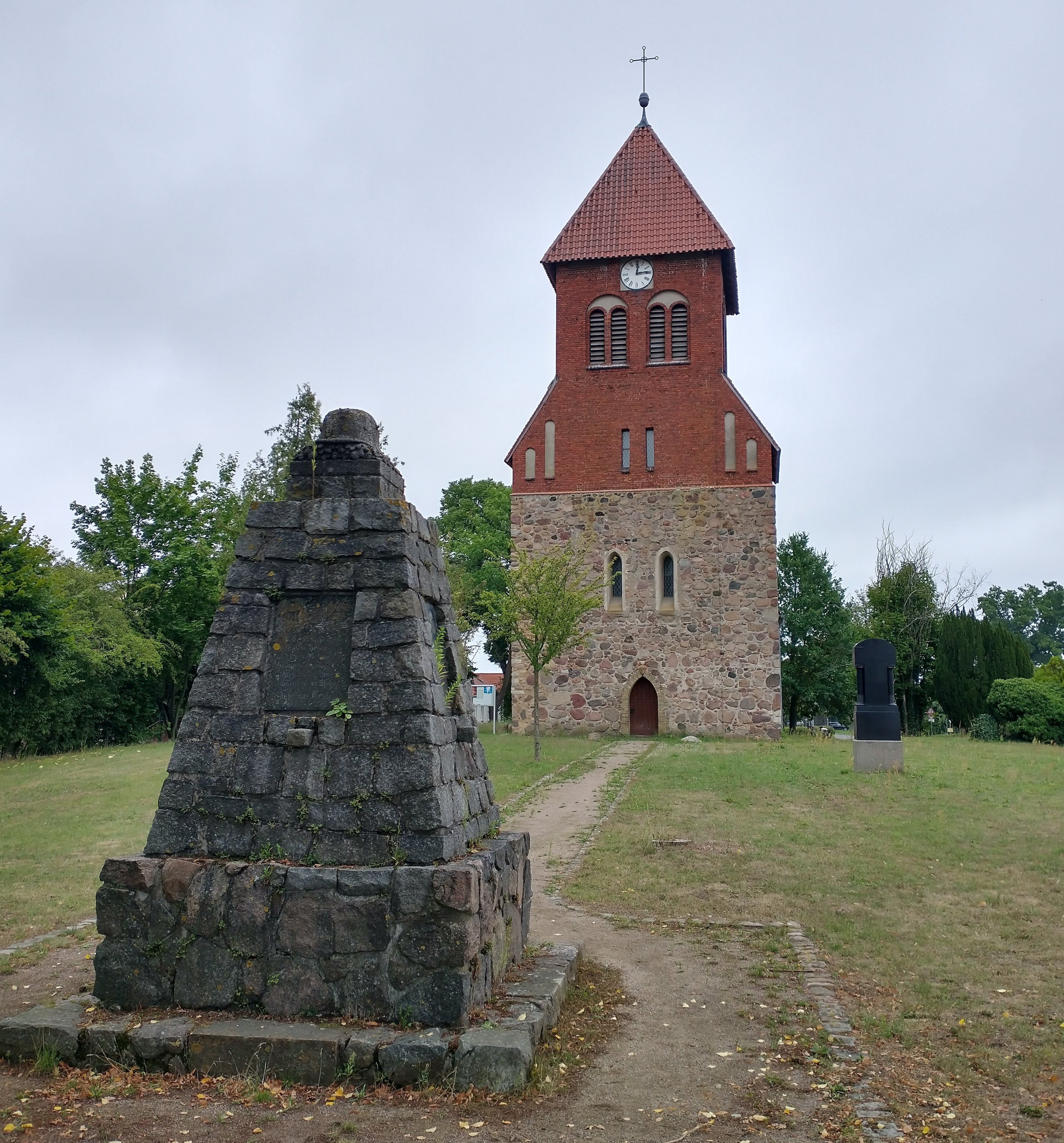
Pomnik ofiar I wojny
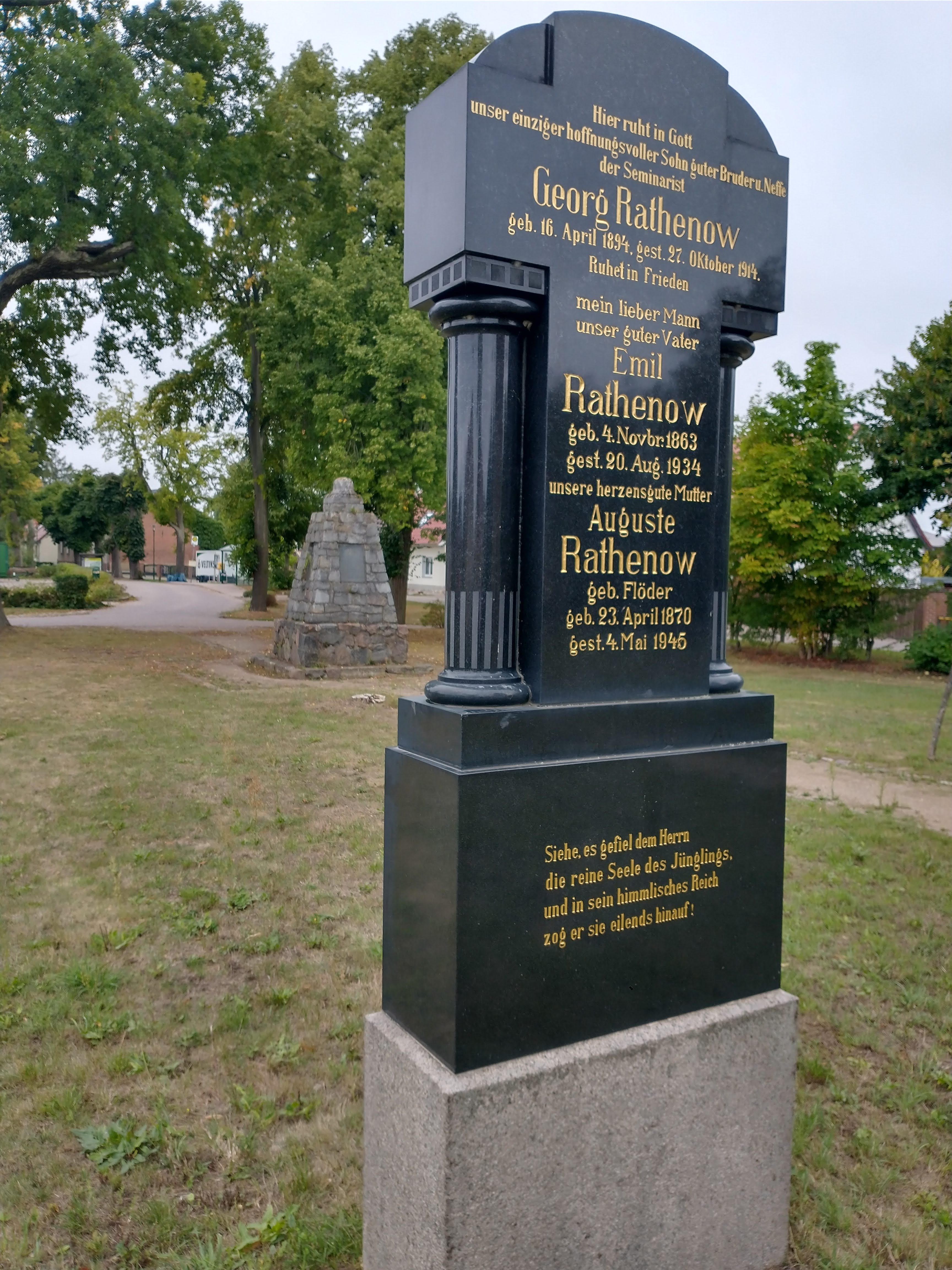
Grób Rathenowów